# 理查德·衛斯里·漢明
理查德·衛斯里·漢明（英語：Richard Wesley Hamming，1915年2月11日—1998年1月7日）是一名美国數學家，主要貢獻在計算機科學和電訊。

## 生平
1937年芝加哥大學學士學位畢業，1939年內布拉斯加大學碩士學位畢業，1942年伊利諾伊大學香檳分校博士學位畢業，博士論文為《一些線性微分方程邊界值理論上的問題》（Some Problems in the Boundary Value Theory of Linear Differential Equations）。二戰期間在路易斯維爾大學當教授，1945年參加曼哈頓計劃，負責編寫電腦程式，計算物理學家所提供方程的解。該程式是判斷引爆核彈會否燃燒大氣層，結果是不會，於是核彈便開始試驗。
1946至76年在貝爾實驗室工作。他曾和約翰·懷爾德·杜奇、克勞德·艾爾伍德·香農合作。1956年他參與了IBM 650的程式語言發展工作。
1976年7月23日起在海軍研究生院擔當兼任教授，1997年成為名譽教授。
他是美國電腦協會（ACM）的創立人之一，曾任該組織的主席。
1997年12月在逝世前幾周完成他最後的授課；1998年1月7日死於心臟病。

## 獎項
- 1968年ACM圖靈獎
- 1968年IEEE院士
- 1979年Emanuel R. Piore獎
- 1980年美國國家工程學院院士
- 1981年賓夕法尼亞大學Harold Pender獎
- 1988年IEEE理查·衛斯里·漢明獎

## 外部連結
- You and Your Research（页面存档备份，存于）
- MacTutor （页面存档备份，存于）